# Tōkai Carbon
Tōkai Carbon K.K. (jap. 東海カーボン株式会社, Tōkai Kābon Kabushiki kaisha, engl. Tokai Carbon Co., Ltd.) ist ein japanischer Graphit- und Rußhersteller. 2013 erwirtschaftete Tokai Carbon 45 % seines Umsatzes mit Ruß (Carbon Black), 29 % mit Graphitelektroden und 12,5 % mit Feingraphit.
2005 wurden die deutsche Erftcarbon (VAW) und 2019 die polnische Cobex übernommen.

## Werke in Japan
- Ishinomaki (Miyagi)
- Chigasaki (Kanagawa)
- Taketoyo (Aichi)
- Ōmihachiman (Shiga)
- Hōfu (Yamaguchi)
- Kitakyūshū (Fukuoka)
- Ashikita (Kumamoto)